# 위화부
위화부(位和府)는 신라의 관서이다.

## 개요
581년에 설치되었으며, 관리의 위계 및 인사를 담당했다. 759년에는 명칭을 사위부(司位府)로 고쳤다가 776년에 다시 본래대로 바뀌었다.